# Drausin de Soissons
Drausin est évêque de Soissons au VIIe siècle. Il est considéré comme saint. 

## Éléments de biographie

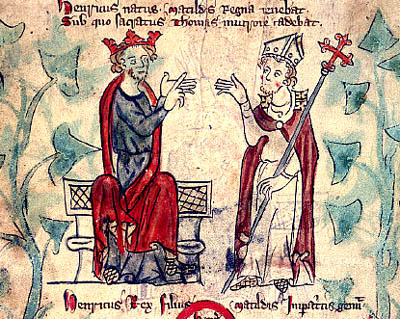
Thomas Becket admonestant le roi Henri II, miniature de la Chronique d'Angleterre, v. 1307-1327.

Né dans une famille chrétienne, il fut placé sous la conduite de l'évêque de la ville, et fut choisi comme archidiacre, avant d'être élu évêque à son tour, en 658.
Il fonda un monastère d'hommes à Rethondes et un autre, pour les femmes, à Soissons, bâti grâce à la générosité de l'épouse d'Ebroïn et le soutien de saint Ouen.
Réputé pour sa grande charité envers les malades et les prisonniers, il fut, après sa mort, invoqué par tous ceux qui voulaient faire respecter la justice et la liberté de l'Église.
La légende raconte que dans des duels judiciaires où deux hommes se battaient pour prouver la justesse de leur cause, était assuré de la victoire celui qui avait la plus grande dévotion à saint Drausin. Selon Jean de Salisbury, Robert de Montfort pria dans la chapelle de Drausin avant son duel contre Henri d'Essex (en) en 1163 et Thomas Becket, archevêque de Cantorbéry, vint s'y recueillir avant de lancer son excommunication contre Henri II d'Angleterre en 1166.
Il meurt vers 674.

## Lesarcophage de saint Drausinet la croix noire de Soissons

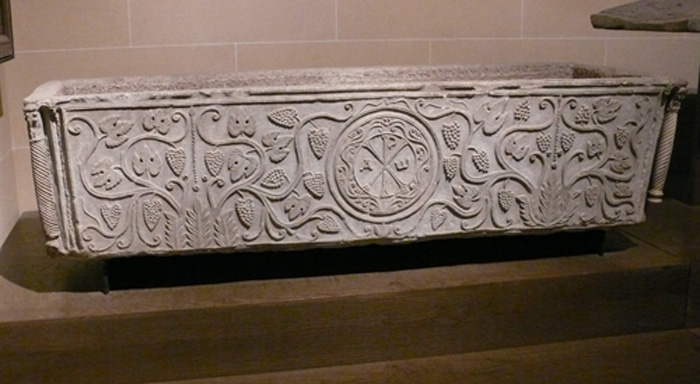
Le sarcophage de saint Drausin (Musée du Louvre).

Il a été retrouvé à Soissons dans l'ancienne église Notre-Dame ; cette cuve de sarcophage en pierre ornée de rinceaux de vigne, du VIe siècle qui aurait abrité sa dépouille, selon la tradition locale. Elle a été transportée au Musée du Louvre.
Il a longtemps (avant la Révolution française), été associé à une croix noire très-vénérée, dont Maulin nous apprend ainsi qu'à un crucifix d'argent trouvé à Troie, dont « On n'en connaissait pas l'origine, mais les antiquaires s'accordaient à les faire remonter à une date très-reculée. Or Jean de Flagy savait apparemment par quelque cantilène qu'un double miracle les avait fait découvrir, et ce fut au duc Hervis qu'il accorda l'honneur de les avoir déposés, l'un à Soissons, dans l'église de Saint-Drausin, l'autre à Troies, dans celle de Saint-Pierre. Il n'y a de fabuleux que l'intervention d'Hervis dans l'ancienne légende, car il est certain que Soissons possédait une ancienne croix noire déposée sur le tombeau de saint Drausin et qu'elle était devenue le but de nombreux pèlerinages pour les champions et tous ceux qui avaient à soutenir une querelle. Le crucifix de Troies n'était pas moins célèbre sous le nom de Sauveur. La figure entière était de pur argent et passait pour remonter au septième ou huitième siècle. M. le président Corehart de Breban, qui a tant fait pour éclairer l'histoire de Troies, m'apprend que cette figure du Christ était de grandeur naturelle, que la tète était ceinte d'une couronne royale, les pieds cloués séparément, le corps revêtu d'une tunique à manches qui descendait jusqu'aux pieds, posés sur un coffre de métal rempli des reliques qu'on avait rapportées de la Terre-Sainte. Le Sauveur, que le duc Hervis est censé reprendre dans le camp des Wandres était donc, au temps de Jean de Flagy, déjà vénéré dans la cathédrale de Troie. Voici quelle fut sa destinée : échappé, en 1188, à l'incendie qui avait dévoré une partie de l'édifice; en 1227, à l'éboulement de la chapelle qui le recelait; on l'avait, en 1420, couvert d'un noir badigeon pour prévenir la cupidité des hommes d'armes; durant plus de trois siècles il était demeuré dans cet état, quand, en 1779, un ouvrier chargé de réparations dans la chapelle de Sainte Croix heurta la statue et, surpris du son qu'elle rendit, en gratta la draperie et reconnut qu'elle était d'argent. Le chapitre de la cathédrale songeait alors à certains embellissements de la nature de ceux qui ont déshonoré tant de monuments religieux : les bons chanoines regardèrent cette découverte comme un secours envoyé du ciel pour satisfaire aux dépenses projetées, et la précieuse, la vénérable image fut fondue. Telle fut la destinée du crucifix jadis déposé, suivant notre geste, dans l'église de Sainte-Croix par le duc Hervis: 
« Sous l'estendart, si corne moi est avis,
  Fu li Sauvieres conqueslés et acquis
  Qui esta Troies, si com la chanson dist.
  A Sainte Crois fu aportés et mis ». 
Pour la croix noire de Soissons, elle fut brisée en 1792, et le tombeau de saint Drausin, travail antique dans lequel on avait plus tard déposé les restes du saint évêque, gît aujourd'hui dans les combles du Louvre, en dépit des réclamations de la ville de Soissons qui n'aurait dû jamais se laisser enlever un monument qui lui appartenait à tant de titres » (selon Mr Suin, cité par Maulin).

## Fête
Saint Drausin est fêté le 5 mars.

## Sources
- Bulletin de la société archéologique historique et scientifique de Soissons - Volume 2
- Prions en Église - No 267 - Éditions Bayard - Page 16